# Un mariage de raison (téléfilm)
Un mariage de raison (Loving Leah) est un téléfilm américain en réalisé par Jeff Bleckner et diffusé en 2009.

## Fiche technique
- Titre alternatif : L'Amour plus fort que la raison
- Titre original : Loving Leah
- Réalisation : Jeff Bleckner
- Scénario : Pnenah Goldstein
- Photographie : Charles Minsky
- Musique : Jeff Beal
- Durée : 95 min
- Pays : États-Unis

## Distribution
- Lauren Ambrose : Leah Lever
- Adam Kaufman : Jake Lever
- Susie Essman : Malka
- Ricki Lake : Rabbi Gerry
- Mercedes Ruehl : Janice Lever
- Harris Yulin : Rabbi Belsky
- Natasha Lyonne : Esther
- Christy Pusz : Carol
- Tonye Patano : Emily
- Donnie Keshawarz : Raj